# Тач-регби
Тач-регби (также Тач) — командный вид спорта, также известный в англоязычных странах как Touch Football, Touch Rugby или Six Down. Традиционно в тач играли в Австралии и Новой Зеландии, но в настоящее время данный вид спорта широко распространяется по всему миру и даже имеет собственный Кубок Мира.
Тач зародился в 1960-х из регби-лиг, где захваты игроков противоположной команды заменили на прикосновения (англ. тач). Таким образом Тач, в противоположность своему прародителю, является не полно-контактным спортом, а спортом с ограниченным контактом.
Отличительными особенностями тача являются легкость в обучении, минимальные требования по снаряжению и экипировке, и возможностью играть без риска получить травму. Обычно в игре участвуют две команды по 6 полевых игроков, однако в некоторых видах соревнований допустимо иметь до 7-ми полевых игроков. В тач играют игроки обоего пола и возрастов от первоклассников до людей за 50. Смешанная версия игры, в которой одновременно на поле присутствуют как женщины так и мужчины, является популярной разновидностью игры в компании и так же в неё часто играют в школах.

## История
Тач зародился в Австралии в начале 1960-х как игра «для всех», а также как разновидность тренировки для регби-лиг. В те времена он не рассматривался как самостоятельный вид спорта. Однако впоследствии правила были формализованы «Основателями Тача» Бобом Дайком (англ. Bob Dyke) и Рэем Воудоном (Ray Vowdon) из Юниорского Клуба Регби Лиг (англ. Junior Rugby League Club) Южного Сиднея. 13 июля 1968 года принято считать за дату рождения Тач-регби как самостоятельного вида спорта с момента создания «South Sydney Touch Football Club». Первая официальная игра в Тач состоялась в конце 1968 года и первые официальные соревнования, организованные Дайком и Воудоном, состоялись в Snape Park (г. Сидней) в 1969-м году. С этого скромного начала игра быстро развилась в полностью формализованный вид спорта. В 1975 году спорт распространился в Новую Зеландию.
Становление первой национальной ассоциации Australian Touch Football Association произошло в 1975 году. Широкую известность тач-регби получил во время Большого Финала Регби-лиг Сиднея (англ. Sydney Rugby League Grand Final) в 1977 году, когда перед переигровкой потребовалось заполнить паузу и официальные лица регби-лиг попросили недавно сформированную ATFA провести игру. Проведение игры при присутствии более 40000 зрителей помогло Тач-регби достичь огласки в Австралии. Ещё одно яркой общественное упоминание произошло в 1978 году, когда команда Sydney Metropolitan Touch Football сыграла матч с национальной командой Великобритании по регби-лиг в насыщенной очками игре, когда австралийская команда выиграла матч, занеся попытку одновременно с сигналом финальной сирены. Большое количество людей, начинавшее играть в Тач, помогло распространению организованных соревнований.
За последние годы игра быстро распространилась по миру, особенно в Южном Тихоокеанском регионе и Великобритании. Кубки Мира по Тачу в настоящий момент привлекают до 20 различных наций: Австралию, Новую Зеландию, Южную Африку, Японию, Ливан, США, Папуа Новую Гвинею, Самоа, Англию, Италию, Острова Кука, Фиджи, Ирландию, Малайзию, Кению, Сингапур, Тонга, Соломоновы Острова, Шотландию, Уэльс, Китай, Чили, Южную Корею и Channel Islands.

## Словарь Терминов Тача
В Таче применяется большое количество терминов из регби-лиг. Далее приведены отдельные специфичные только для Тача термины. Лист не является полностью исчерпывающим и так же имеются некоторые региональные различия.
- Acting Half, Dummy Half or just Half: игрок получающий мяч после the rollball
- Dump or Quickie:
- Fade or Drag:
- Link:
- Middle:
- Phantom: игрок защиты, заявляющий, что было касание, когда его на самом деле не было. Не приветствуется большинством игроков. При уличении данного факта пробивается пенальти.
- Open Side:
- Re-Align:
- Rollball:
- Ruck:
- Scoop or Scoot:
- Short Side:
- Snap: миновать оппонента, резко изменив направление движения.
- Squeeze:
- Switch or Cut:
- Touch: основной приём защиты в Тач, сходный с захватом (англ. tackle) в других разновидностях регби. Вынуждает атакующую команду остановиться и возобновлять игру (см. rollball). Касание выполняется игроком команды, не владеющей мячом любой части тела или одежды, игрока с мячом или самого мяча. В момент касания, обычно (но не обязательно) игрок команды защиты, который совершил касание кричит «Тач», что сигнализирует игрокам противоположной команды и судье, о том, что было произведено касание.
- Wing:
- Wrap:

## Как играть
Цель игры занести как можно больше тачдаунов и помешать оппоненту от совершения таковых. Тачдаун сходен с «попытками» в обычных регби-юнион и регби-лиг. За каждый тачдаун начисляется по одному очку. Других способов набора очков нет. Побеждает та команда, которая занесёт больше тачдаунов к концу игры.

## Позиции
Игроки команды обычно делятся на 3 типа:
- 2 вингера (правый и левый): игроки играющие ближе к боковой линии
- 2 или 3 центровых: игроки играющие в середине поля
- 2 связующих: игроки располагающиеся между вингерами и центровыми, по одному на каждой стороне поля.